# Gakkō Gurashi!
Gakkō Gurashi! (がっこうぐらし! lit. ¡Viviendo en la escuela!?) es una serie de manga escrita por Norimitsu Kaihō de Nitroplus e ilustrada por Sadoru Chiba. La serie comenzó su serialización en la edición de julio de 2012 de la revista Manga Time Kirara Forward de Hōbunsha y está disponible en inglés por Yen Press. La serie fue adaptada al anime producida por Lerche y se emitió entre julio y septiembre de 2015.
Una adaptación cinematográfica de acción real se estrenó en Japón en enero de 2019.

## Sinopsis
Yuki Takeya es una alegre colegiala que, junto con sus amigas Kurumi Ebisuzawa, Yūri Wakasa y Miki Naoki, es miembro del "Club de Vida Escolar" de la secundaria Megurigaoka. Como Yuki busca actividades escolares divertidas todos los días mientras vive en la escuela, las otras niñas trabajan para mantenerla a salvo, porque en realidad, son las únicas supervivientes de su escuela después de que un brote de zombis invade la ciudad.

## Personajes

### Club de Vida Escolar
Yuki Takeya (丈槍 由紀, Takeya Yuki))
Seiyū: Inori Minase
Una chica brillante y alegre que siempre está emocionada de probar nuevas y emocionantes actividades en el club. Como resultado de un colapso mental debido al brote de zombis, Yuki ha creado una ilusión idealizada para ella misma, creyendo que todo es normal y que sus compañeros y maestros están vivos. Poco a poco, se da cuenta de la verdad de su entorno, pero aún actúa inconsciente, aunque va a entrar en pánico en ocasiones cuando su ilusión se derrumba y ve la realidad tal como es. Desde que abandonó la escuela, Yuki lentamente se ha ido reconciliando con la realidad y ha intentado ser de mayor utilidad para el grupo.
Kurumi Ebisuzawa (恵飛須沢 胡桃, Ebisuzawa Kurumi)
Seiyū: Ari Ozawa
Una chica de dos colas del "Club de Vida Escolar", que a menudo es enviada a las misiones más peligrosas. Ella lleva una pala con ella todo el tiempo en caso de encuentros con zombis. Antes estaba enamorada de un alumno de su secundaria mayor que ella, pero cuando se produjo el brote de zombis, él la atacó e intentó morderla. Luego ella usó una pala para matarlo, lo que explica por qué es su arma de elección. Después de que ella se infecta al ser mordida en el brazo derecho por la zombi Megumi, ella aparentemente está curada con un antídoto. Sin embargo, su cuerpo permanece frío y ella es ignorada por otros zombis, lo que sugiere que el antídoto no funcionó correctamente. En los últimos capítulos del manga, ella está comenzando a mostrar un comportamiento parecido al de un zombi, aunque aún logra retener su sentido de sí misma.
Yūri Wakasa (若狭 悠里 Wakasa Yūri)
Seiyū: Mao Ichimichi
La presidenta del "Club de Vida Escolar", apodada "Rī-san ". Ella es la que maneja la comida, la electricidad, las lecciones, etc. A pesar de que ella actúa como una niña fuerte y una hermana mayor para los otros miembros, ella es extremadamente frágil mentalmente, cada vez más inestable a medida que aumenta la peste. Ella tiene una hermana menor llamada Rū, a quien cree que rescató de una escuela primaria, pero luego se revela que es el osito de peluche de Yuki.
Miki Naoki (直樹 美紀 Naoki Miki)
Seiyū: Rie Takahashi
Una chica rubia que está un año por debajo de las otras chicas, Yuki le llama "Mī-kun". Ella fue rescatada por el "Club de Vida Escolar" mientras exploraban un centro comercial, donde había estado viviendo desde el brote con una amiga. Al principio, no le gusta la forma en que Kurumi y Yuri juegan y creen las ilusiones de Yuki, pero luego llega a comprender cómo los ayuda. Ella también se vuelve amable y suave, abriendo su verdadero yo a los otros miembros, y está especialmente cerca de Yuki y Kurumi. Ella se refiere a Yuki como su senpai.

### Escuela Secundaria Megurigaoka
Megumi Sakura (佐倉 慈 Sakura Megumi)
Seiyū: Ai Kayano, Stephanie Wittels (inglés)
Una maestra y la consejera del"Club de Vida Escolar" a quienes los alumnos llaman cariñosamente "Megu-nē", formando el club para proteger a las niñas cuando se produce el brote. Aunque inicialmente se demostró que era una maestra con poca presencia, a menudo interrumpida por las otras chicas, pronto se revela que ella, al igual que los otros estudiantes, es otra parte de las ilusiones de Yuki. La verdadera Megumi se infectó poco después de formar el School Living Club, forzándose en una parte oculta de la escuela antes de convertirse completamente en zombi. Cuando finalmente es encontrada, termina infectando a Kurumi antes de ser derrotada por Miki.
Kei Shido (祠堂 圭 Shidō Kei)
Seiyū: Juri Kimura; Shanae'a Moore (inglés)
Compañera de clase y mejor amiga de Miki que estaba con ella cuando ocurrió el brote de zombi. Forzada a encerrarse en un centro comercial como resultado, Kei finalmente se impacientó por pasar su vida en el interior y salir por su cuenta. Cuando las chicas finalmente dejan su escuela, Miki pudo divisar a Kei convertida en zombi en el camino de salida.
Akiko Kamiyama (神山 昭子 Kamiyama Akiko)
Seiyū: Ikumi Hayama; Tiffany Grant (inglés)
Otro maestro en Megurigaoka Private High School y uno de los maestros de Yuki. Como maestra, ella era tranquila y amable; pero debido a que Yuki a menudo dormía en clase, se enojaba un poco con ella; sin embargo, no se enojó especialmente, y solo le advirtió que si continuaba, tendría que quedarse después de clase. Sin embargo, ella se enojó cuando los amigos de Yuki interrumpían sus clases. También era muy cariñosa, y antes del estallido, parecía estar en buenos términos con Megumi, lo cual fue comprobado cuando decidió pasar sus últimos momentos contándole a Megumi sobre el brote y no dejar que nadie viniera a la azotea.
Takae Yuzumura (柚村 貴依 Yuzumura Takae)
Seiyū: Yuna Yoshino, Natalie Rial (inglés)
Una estudiante de Megurigaoka Private High School, y ella era una amiga cercana y compañera de clase de Yuki antes del brote. Tenía una actitud tranquila, con una atmósfera punk rodeándola. Takae también parecía tener una personalidad bastante lúdica, arrojando aviones de papel a Yuki con un dibujo de ella representado como un ángel dentro. Ella apreciaba muchísimo a Yuki y era muy afectuosa con ella, y también estaba en buenos términos con sus otros dos amigos. Cerca del final de la serie, Takae (en su forma zombi) estaba "escuchando" cuando Yuki habló desde la sala de transmisión cuando les dijo a los estudiantes que todavía estaban en la escuela que las clases habían terminado y que podían irse a casa.

### Universidad St. Isidore
Una universidad en la misma área de la ciudad que el "Club de Vida Escolar". Es una de las varias instalaciones designadas en la ciudad con raciones de supervivencia, cuenta con paneles solares y un refugio de evacuación. Después del brote, los estudiantes que sobrevivieron en la escuela se dividieron, con algunos agrupados para sobrevivir (el Círculo) mientras que otros descendieron a la supervivencia anárquica (los Militantes).
- Touko Deguchi (出口 桐子 Deguchi Tōko)
- Aki Hikarizato (光里 晶 Hikarizato Aki)
- Hikako Kirai (喜来 比嘉子 Kirai Hikako)
- Rise Ryougawara (稜河原 理瀬 Ryougawara Rise)
- Takahito Tougo (頭護 貴人 Tōgo Takahito)
- Ayaka Kamimochi (神持 朱夏 Kamimochi Ayaka): Una de las miembros femeninas restantes de los Militantes, por lo general es tranquila y sin emociones obvias, pero secretamente disfruta mucho matando zombis y personas por igual. Ella es experta en usar una ballesta y un cuchillo como armas. Mata a Takahito para distraer a los zombis y escapar de la universidad, ya que cree que se divertirá mucho más fuera de las paredes de la universidad.
- Shinou Uhara ((右原 篠生 Uhara Shinō)
- Renya Kougami (高上 聯弥 Kougami Renya): Otro miembro de los Militantes. Apodado Ren, usa una ballesta y es el amante de Shinou.
- Takashige Shiroshita (城下 隆茂 Shiroshita Takashige): Otro miembro de los Militantes.

### Otros personajes
Taroumaru (太郎丸, Taro Maru)
Seiyū: Emiri Katō
Un cachorro de Shiba Inu que fue encontrado por Yuki y aceptado como la mascota del Club de Vida Escolar. Sin embargo, debido a que estaba infectado, las chicas tuvieron que tirarlo cuando se volvió, pero de vez en cuando intenta entrar en el salón del club debido a sus recuerdos residuales del club. Él tiene un rol más amplio en la versión de anime, originalmente fue encontrado por Miki antes de que ambos fueran admitidos por el club, pero más tarde Megumi lo infectó. A pesar de que se curó con la misma vacuna que le dieron a Kurumi, se queda débil por 
la pelea y luego muere.
Radio DJ (ラジオDJ Rajio Dī Jē)
Una chica que transmite en una estación de radio pirata con la esperanza de llegar a cualquier superviviente. Desafortunadamente, ella sucumbe a su infección antes de que el Club de Vida Escolar pueda contactarla. Sin embargo, ella vive lo suficiente como para dejar una nota detrás explicando a los sobrevivientes que cruzan su escondite que tomen las llaves del escondite y la autocaravana que las niñas hacen.
Rū-chan (るーちゃん)
La hermana pequeña de Yuri que está en la escuela primaria. Yuri aparentemente la rescata de la escuela primaria después de que el Club de Vida Escolar abandonara su propia escuela. En realidad, Rū es en realidad solo el oso de peluche de Yuki que Yuri se engañó a sí misma al pensar que su hermana es similar a las ilusiones de Yuki sobre Megumi. Los otros de la Universidad de St. Isidore y el Club de la Escuela, incluido Yuki, simplemente estaban jugando para mantener a Yuri feliz y cuerda, como lo hicieron con Yuki en el pasado. Yuri finalmente llega a un acuerdo con la muerte de Rū, dándole el oso a Shinou para su bebé.

## Manga
Escrito por Norimitsu Kaihō, de Nitroplus, e ilustrado por Sadoru Chiba, el manga comenzó la serialización en la edición de julio de 2012 de Manga Time Kirara Forward de la editorial japonesa Houbunsha. La serie entró en pausa entre julio y diciembre de 2017. Houbunsha publicó el primer volumen tankōbon el 12 de diciembre de 2012, con nueve volúmenes publicados a partir del 11 de marzo de 2017. Yen Press comenzó a lanzar la serie en inglés en noviembre de 2015. También se han publicado tres antologías ilustradas por varios artistas, la primera lanzada el 13 de julio de 2015, el segundo el 12 de septiembre de 2015, y el tercero el 12 de enero de 2016.

### Volúmenes
| N.º | Fecha de lanzamiento    | ISBN japonés           | Fecha de lanzamiento     | ISBN inglés            |
| 1   | 12 de diciembre de 2012 | ISBN 978-4-8322-4236-4 | 17 de noviembre de 2015  | ISBN 978-0-316-30970-7 |
| 2   | 12 de junio de 2013     | ISBN 978-4-8322-4309-5 | 23 de febrero de 2016    | ISBN 978-0-316-30988-2 |
| 3   | 12 de diciembre de 2013 | ISBN 978-4-8322-4378-1 | 24 de mayo de 2016       | ISBN 978-0-316-30992-9 |
| 4   | 11 de julio de 2014     | ISBN 978-4-8322-4462-7 | 23 de agosto de 2016     | ISBN 978-0-316-30995-0 |
| 5   | 12 de marzo de 2015     | ISBN 978-4-8322-4538-9 | 15 de noviembre de 2016  | ISBN 978-0-316-31001-7 |
| 6   | 11 de agosto de 2015    | ISBN 978-4-8322-4603-4 | 21 de marzo de 2017      | ISBN 978-0-316-50272-6 |
| 7   | 12 de enero de 2016     | ISBN 978-4-8322-4653-9 | 20 de junio de 2017      | ISBN 978-0-316-47172-5 |
| 8   | 10 de agosto de 2016    | ISBN 978-4-8322-4730-7 | 19 de septiembre de 2017 | ISBN 978-0-316-55967-6 |
| 9   | 11 de marzo de 2017     | ISBN 978-4-8322-4813-7 | 12 de diciembre de 2017  | ISBN 978-0-316-41408-1 |
| 10  | 12 de junio de 2018     | ISBN 978-4-8322-4952-3 | 19 de febrero de 2019    | ISBN 978-1-975-38386-2 |

## Media

### Anime
El 21 de junio de 2014 se anunció una serie de televisión de anime. La serie fue dirigida por Masaomi Ando en Lerche, con guiones del escritor de manga Norimitsu Kaihō y el diseño de personajes de Haruko Iikuza. La serie se emitió en Japón entre el 9 de julio de 2015 y el 24 de septiembre de 2015 y fue transmitida simultáneamente por Crunchyroll. La serie presenta cuatro piezas de música temática; un tema de apertura y tres temas finales. El tema de apertura es "Friend Shitai" ( ふ · ん · ど · い · いFurendo Shitai, "Quiero tener amigos") de Gakuen Seikatsu-bu (Inori Minase, Ari Ozawa, MAOy Rie Takahashi). El tema de cierre es "Harmonize Clover" ( ハーモナイズ·クローバーHāmonaizu kuroba) interpretado por Maon Kurosaki para los episodios 1-3, 5 y 9, "Tomamos la mano de uno al otro" por Kaori Sawada para el episodio 4, y "Afterglow" (After フut ut ut ut ut Afutāgurō) por Kurosaki para los episodios 6-8, 10, 11. La serie fue licenciada en Norteamérica por Sentai Filmworks y lanzada en Blu-ray y DVD con un doblaje en inglés el 27 de junio de 2017. Un drama-CD basado en la serie de televisión de anime fue lanzado en Comiket 88 el 14 de agosto de 2015.
| N.º | Título                               | Fecha de estreno         |
| --- | ------------------------------------ | ------------------------ |
| 1   | "Beginning" "Hajimari" (はじまり)    | 9 de julio de 2015       |
| 2   | "Memories" "Omoide" (おもいで)       | 16 de julio de 2015      |
| 3   | "That Time" "Ano Toki" (あのとき)    | 23 de julio de 2015      |
| 4   | "Outing" "Ensoku" (えんそく)         | 30 de julio de 2015      |
| 5   | "Meeting" "Deai" (であい)            | 6 de agosto de 2015      |
| 6   | "Welcome" "Yōkoso" (ようこそ)        | 13 de agosto de 2015     |
| 7   | "A Letter" "Otegami" (おてがみ)      | 20 de agosto de 2015     |
| 8   | "Future" "Shōrai" (しょうらい)       | 27 de agosto de 2015     |
| 9   | "Holiday" "Kyūjitsu" (きゅうじつ)    | 3 de septiembre de 2015  |
| 10  | "Rainy Day" "Ame no Hi" (あめのひ)   | 10 de septiembre de 2015 |
| 11  | "Scar" "Kizuato" (きずあと)          | 17 de septiembre de 2015 |
| 12  | "Graduation" "Sotsugyō" (そつぎょう) | 24 de septiembre de 2015 |

### Película de acción real
Una adaptación cinematográfica de acción real fue anunciado en enero de 2018 en Manga Time Kirara Forward en noviembre de 2017, inicialmente programado para estrenarse en 2018. La película está dirigida por Issei Shibata y estará protagonizada por los miembros del grupo Last Idol.
Finalmente, la película fue retrasada para enero de 2019.

### Aparición en otros medios
Yuki apareció como un personaje de apoyo en un juego de lucha llamado Nitroplus Blasterz: Heroines Infinite Duel, que se lanzó en diciembre de 2015. Personajes de la serie aparecen junto a otros personajes de Manga Time Kirara en el RPG móvil 2017, Kirara Fantasía.

## Recepción
El primer episodio del anime fue bien recibido y provocó un aumento de diez veces en las ventas del manga. También se vio más de 1 millón de veces en Niconico.
La cuenta oficial de Twitter de la revista Manga Time Kirara de Houbunsha anunció que School-Live! tiene 2 millones de copias impresas a marzo de 2017. El lanzamiento en inglés de los primeros tres volúmenes también se incluyó en la lista de la American Library Association de 2017 Great Graphic Novels for Teens, y los volúmenes quinto y sexto hizo la lista de 2018. 